# Циркумфлексний наголос
Циркумфлексний наголос, циркумфлексовий (від лат. circumflexus – вигин) — низхідний (низхідно-висхідний) тонічний наголос. 

## Загальна характеристика
Циркумфлексний наголос є різновидом музичного політонічного наголосу. Політонія характерна литовській, словенській мовам та деяким діалектам сербської та хорватської мов. А також у давньогрецькій мові (був можливий тільки на довгому складі, на відміну від висхідного (акута),який був допустовий як на довгому, так і на короткому складах) та санскриті, а також, очевидно, в індоєвропейській прамові. 
В українській мові рефлексами цього наголосу є те, що в давніх словах, де був низхідний наголос, нині наголос рухомий (ліс, нога, рука, стіл).